# Коспода
Коспода (нем. Kospoda) — община в Германии, в земле Тюрингия. 
Входит в состав района Заале-Орла.  Население составляет 418 человек (на 31 декабря 2010 года). Занимает площадь 6,14 км².